# ヘルマン・フレドリク・ツェイナー＝グンデルセン
ヘルマン・フレドリク・ツェイナー＝グンデルセン(ノルウェー語: Herman Fredrik Zeiner-Gundersen、1915年7月4日 - 2002年10月13日)は、ノルウェーの軍人。最終階級は陸軍大将。1972年から1977年までノルウェー国軍参謀長を務めた。
また、1977年から1980年までNATO軍事委員会議長を務めている。

## 叙勲
| 略綬           | 略綬                    | 略綬                        |
| -------------- | ----------------------- | --------------------------- |
| 聖オーラヴ勲章 | 1940年/1945年国防メダル | ホーコン7世70周年記念メダル |